# Cotylorhiza erythraea
Cotylorhiza erythraea är en manetart som beskrevs av Stiasny 1920. Cotylorhiza erythraea ingår i släktet Cotylorhiza och familjen Cepheidae.
Artens utbredningsområde är Röda havet. Inga underarter finns listade i Catalogue of Life.